# Финале (Палермо)
Финале је насеље у Италији у округу Палермо, региону Сицилија.
Према процени из 2011. у насељу је живело 1792 становника. Насеље се налази на надморској висини од 50 м.